# 許海峰
許海峰（きょ かいほう、Xǔ Hǎifēng、1957年8月1日 - ）は、中華人民共和国の射撃選手。1984年ロサンゼルスオリンピックの金メダリストである。福建省漳州市出身。50mフリーピストルを専門とした選手で、中国選手として史上初めてオリンピックで金メダルを獲得した選手である。
1995年に現役を引退後、中国ナショナルチームのコーチに就任した。
2008年北京オリンピックの開会式では、国家スタジアムに聖火を持って入場するという大役を務めた。